# Roger Farmer
Roger Edward Alfred Farmer es un economista británico / estadounidense. Actualmente es profesor en la Universidad de Warwick y profesor emérito distinguido y expresidente del departamento de Economía de la Universidad de California, Los Ángeles. También ha ocupado cargos en la Universidad de Pensilvania, el Instituto Universitario Europeo y la Universidad de Toronto. Es miembro de la Econometric Society, investigador asociado de la Oficina Nacional de Investigación Económica e investigador asociado del Centro de Investigación de Políticas Económicas y ex director de investigación del Instituto Nacional de Investigación Económica y Social (NIESR). En 2013, fue Senior Houblon-Norman Fellow en el Banco de Inglaterra. 
Su hijo es el economista Leland Edward Farmer, quien se unió a la facultad de Economía de la Universidad de Virginia en julio de 2017.

## Aportaciones
Es reconocido internacionalmente por su trabajo en profecías autocumplidas. Farmer ha publicado varios artículos académicos en importantes revistas académicas. También es cofundador de la Escuela de Indeterminación en Macroeconomía. Su cuerpo de trabajo ha avanzado la visión de que las creencias son un nuevo fundamento en la economía y que tienen el mismo estatus metodológico que las preferencias, la tecnología y las dotaciones. En su libro de 1993, Macroeconomía de profecías autocumplidas, sostiene que las creencias deben modelarse con la introducción de una función de creencias, que explica cómo las personas se forman ideas sobre el futuro basadas en cosas que han visto en el pasado. En su libro de 2010 Expectations, Employment and Prices, sugiere un paradigma alternativo a la nueva economía keynesiana que reintroduce una idea central de La teoría general del empleo, el interés y el dinero de John Maynard Keynes; de que un alto desempleo involuntario puede persistir como resultado de un equilibrio permanente. Proporcionó una introducción accesible a estas ideas en su libro de 2010 How the Economy Works, y más recientemente, en su libro de 2016 Prosperity for All  ambos escritos para una audiencia general. El Modelo Monetario Agrícola tiene implicaciones y relevancia políticas diferentes. La propuesta de política de Farmer para lograr el pleno empleo mediante el control y la estabilización de los precios de los activos se muestra prometedora como una forma de ayudar a prevenir caídas del mercado de valores y recesiones profundas. 

## Obras
- Farmer, Roger E. A. (2020). «The Indeterminacy School of Macroeconomics». Oxford Research Encyclopaedia of Economics and Finance. ISBN 9780190625979. doi:10.1093/acrefore/9780190625979.013.511.
- Farmer, Roger E. A. (2010). Expectations, Employment and Prices. Oxford University Press. ISBN 978-0195397901.
- Farmer, Roger E. A. (1999). Macroeconomics of Self-fulfilling Prophecies. MIT Press; second edition. ISBN 978-0262062039.
- Farmer, Roger E. A. (2010). How the Economy Works. Oxford University Press. ISBN 978-0199360307.
- Farmer, Roger E. A. (2016). Prosperity for All. Oxford University Press. ISBN 978-0190922405.
- «Special Issue: Market Frictions in Macroeconomic Dynamics». International Journal of Economic Theory 15 (1). 2019.
- Farmer, Roger (Forthcoming 2021). «The Importance of Beliefs in Shaping Macroeconomic Outcomes». Oxford Review of Economic Policy. doi:10.3386/w26557.